# Resolutie 2399 Veiligheidsraad Verenigde Naties
Resolutie 2399 van de Veiligheidsraad van de Verenigde Naties werd op 30 januari 2018 unaniem aangenomen door de VN-Veiligheidsraad. De resolutie verlengde het wapenembargo en de sancties tegen de Centraal-Afrikaanse Republiek (CAR) met een jaar.

## Achtergrond
Al sedert de onafhankelijkheid van Frankrijk in 1960 wordt de CAR geplaagd door staatsgrepen en geweld. Toen rebellen in 2003 de macht grepen, begonnen drie onder de naam Unie van Democratische Krachten voor Eenheid (UFDR) verenigde rebellenbewegingen een oorlog tegen hen. In 2007 werd een vredesakkoord getekend en in 2009 vormden ze samen een regering. 
Eind 2012 brak er opnieuw rebellie uit, deze keer tegen een coalitie van groeperingen die zich Sekela-coalitie noemde en die bestond uit de UFDR, de Conventie van Patriotten voor Gerechtigheid en Vrede (CPJP) en een aantal kleinere bewegingen. De regering vroeg om internationale hulp, maar dit werd geweigerd. Op 11 januari 2013 werd een vredesakkoord getekend waarbij de eerste minister werd vervangen door een oppositielid. 
Op 24 maart 2013 had een coalitie van rebellen genaamd Seleka de macht gegrepen, wat internationaal veroordeeld werd. Daarom werd er een overgangsraad opgericht die het land tijdelijk moest besturen. Onderwijl vergleed de CAR in chaos en had de overheid buiten de hoofdstad geen enkel gezag meer.

## Inhoud
In het zuidoosten en noordwesten van de CAR bleven een veertiental gewapende groeperingen met elkaar vechten om grondgebied en grondstoffen. Die groepen hadden zowat 70% van het land in handen. Het regeringsleger en de MINUSCA-vredesmacht slaagden er niet in om het gezag van de overheid verder uit te breiden. In juli 2017 was op een conferentie in Libreville in het kader van het vredesinitiatief van de Afrikaanse Unie een stappenplan opgesteld dat het raamwerk moest vormen voor een politieke oplossing voor het conflict.
Het wapenembargo tegen de CAR werd verlengd tot 31 januari 2019. De buurlanden werden aangespoord actie te ondernemen tegen de illegale handel in lichte wapens en munitie naar de CAR. Ook de reisverboden en bevriezing van banktegoeden tegen personen die op de sanctielijst stonden, werden tot dezelfde datum verlengd. Ten slotte werd ook het expertenpanel, dat de naleving van de sancties onderzocht en voor het sanctiecomité personen natrok, verlengd tot 28 februari 2019.
Lijst ·  2398 ·  2399 ·  2400 ·  2401 ·  2402 ·  2403 ·  2404 ·  2405 ·  2406 ·  2407 ·  2408 ·  2409 ·  2410 ·  2411 ·  2412 ·  2413 ·  2414 ·  2415 ·  2416 ·  2417 ·  2418 ·  2419 ·  2420 ·  2421 ·  2422 ·  2423 ·  2424 ·  2425 ·  2426 ·  2427 ·  2428 ·  2429 ·  2430 ·  2431 ·  2432 ·  2433 ·  2434 ·  2435 ·  2436 ·  2437 ·  2438 ·  2439 ·  2440 ·  2441 ·  2442 ·  2443 ·  2444 ·  2445 ·  2446 ·  2447 ·  2448 ·  2449 ·  2450 ·  2451